# ジョージ・チチェスター (第2代ドニゴール侯爵)

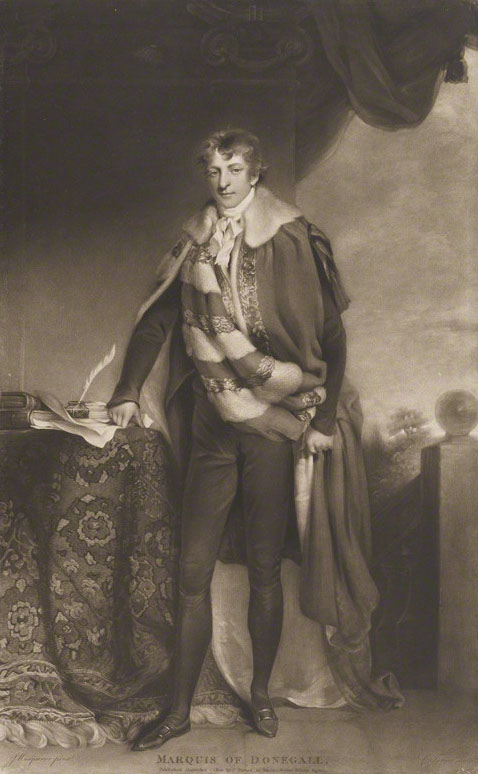
第2代ドニゴール侯爵の肖像画。チャールズ・ターナーによる版画、1800年。

第2代ドニゴール侯爵ジョージ・オーガスタス・チチェスター（英語: George Chichester, 2nd Marquess of Donegall KP PC (Ire)、1769年8月14日 – 1844年10月5日）は、アイルランド王国出身の貴族、地主、政治家。アイルランドで広大な領地を所有したが、ギャンブルや競馬による散財で債務を重ねた。
1769年から1791年までチチェスター子爵の儀礼称号を、1791年から1799年までベルファスト伯爵の儀礼称号を使用した。

## 生涯

### 生い立ち
初代ドニゴール侯爵アーサー・チチェスターと1人目の妻アン・ハミルトン（Anne Hamilton、1738年11月 – 1780年11月11日、第5代ハミルトン公爵ジェームズ・ハミルトンの娘）の息子として、1769年8月14日に生まれ、9月9日にピカデリーの聖ジェームズ教会で洗礼を受けた。ドニゴール侯爵家はアイルランドで25万エーカーに上る領地を所有する大地主だったが、チチェスター子爵（青年期での儀礼称号）はイングランドで育てられた。

### 政治家として
1798年から1799年までキャリクファーガス選挙区の代表としてアイルランド庶民院議員を務め、1799年1月5日に父が死去するとドニゴール侯爵位を継承した。連合王国貴族院では最後までカトリック解放に反対したが、一方で第1回選挙法改正をめぐる採決では改正に賛成、1841年の第2次メルバーン子爵内閣不信任決議に投票せず、1842年に穀物法廃止をめぐり保守党を支持した。
1803年2月22日にアイルランド枢密院の枢密顧問官に任命され、1821年8月20日に聖パトリック勲章を授与された。1831年10月17日から1844年10月5日までドニゴール統監を務めた。

### 私生活
成人直後よりキャンブルや競馬に熱中して多額の債務を重ねたため、借金取りに追われた。父がフリート監獄（債務者監獄）入りを許したが、その結果としてアイルランド出身の弁護士で金貸しの第2代準男爵サー・エドワード・メイと知り合いになり、釈放の代償として1795年8月8日にメイの庶出の娘アンナ（Anna May、1849年2月6日没）と結婚した。2人は7男をもうけた。
- ジョージ・ハミルトン（1797年 – 1883年） - 第3代ドニゴール侯爵
- エドワード（英語版）（1799年 – 1889年） - 第4代ドニゴール侯爵
- スペンサー・オーガスタス（1805年11月27日 – 1825年5月27日）
- アーサー（英語版）（1808年 – 1840年） - 庶民院議員
- ハミルトン・フランシス（1810年3月9日 – 1854年1月1日） - 1837年12月7日、オノリア・アナスタシア・ブレイク（Honoria Anastasia Blake、1878年2月7日没、第3代ウォールズコート男爵ジョセフ・ヘンリー・ブレイク（英語版）の娘）と結婚
- ジョン・ラッドフォード（英語版）（1811年 – 1873年） - 庶民院議員。1844年7月27日、キャロライン・ベヴァン（Caroline Bevan、1883年12月11日没、ヘンリー・ベヴァン）と結婚
- スティーヴン・アルジャーノン（1814年 – 1890年1月14日） - 1843年12月30日、アルフォンシーヌ・ルイーズ・ローラ・ド・ナルボンヌ（Alphonsine Louise Laura de Narbonne、1881年7月5日没）と結婚

その後も借金取りから逃げる生活を続け、1802年にベルファストに移った後、現地の官僚の手助けにより借金取りに捕まらずに済んだが、死去までベルファストに住むことを余儀なくされた。このような生活を過ごした第2代ドニゴール侯爵に対し、『アイルランド人名事典』（Dictionary of Irish Biography）はフィクションにおけるアイルランド上流階級のステレオタイプ（「常に債務を背負っている」という印象）そのものであると評した。
アンナとの結婚にも悪影響があり、アンナは庶子かつ結婚時点で未成年だったため、1795年の結婚は（1753年婚姻法に基づき）違法とされ、これによりアンナとの間の息子は全員継承権のない庶子という状況になった。その結果、長男ジョージ・ハミルトンの婚約も解消されてしまうが、議会では1822年の法改正で結婚を有効とした上、遡及適用を決定したため、長男ジョージ・ハミルトンは後にドニゴール侯爵位を継承することができた。

### 死去
1844年10月5日にダウン県オルモーで死去、キャリクファーガスで埋葬された。息子ジョージ・ハミルトンが爵位を継承した。
死後も多額の債務が残っており、第3代ドニゴール侯爵となったジョージ・ハミルトンは1850年代に領地の多くを売却する羽目になった。